# Motore a quattro cilindri contrapposti

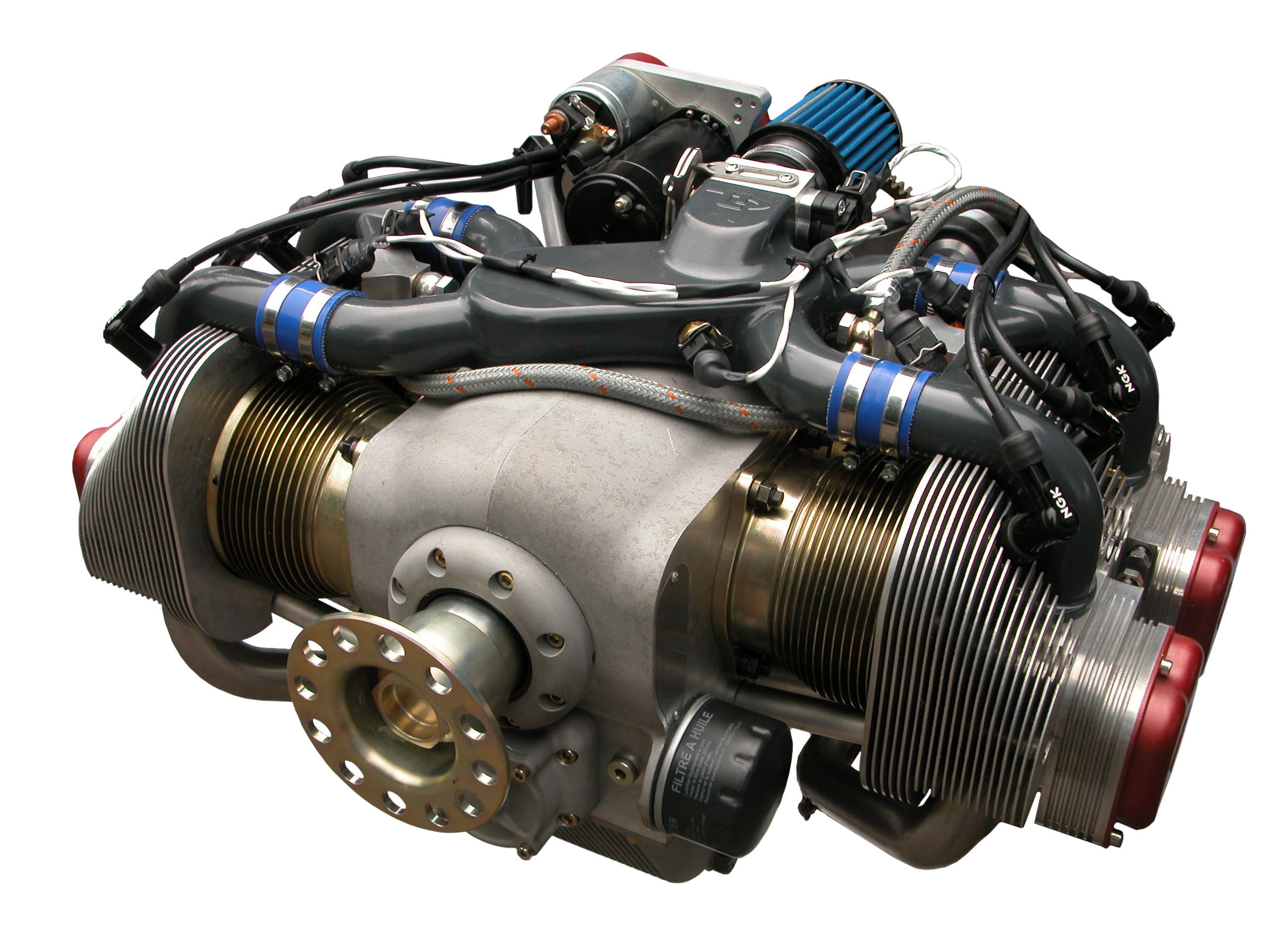
Motore aeronautico ULPower UL260i del 2007

Un motore a quattro cilindri orizzontali, noto anche come motore a quattro cilindri orizzontalmente opposti, è un motore a quattro cilindri con due bancate di cilindri che si trovano sui lati opposti di un albero motore comune. Il tipo più comune di motore a quattro cilindri opposti è il motore boxer a quattro cilindri, ogni coppia di pistoni contrapposti si muove verso l'interno e verso l'esterno allo stesso tempo.
Un motore boxer a quattro cilindri ha un perfetto equilibrio primario e secondario, tuttavia le due testate dei cilindri significano che il design è più costoso da produrre rispetto a un motore a quattro in linea. I motori Boxer a quattro cilindri sono stati utilizzati nelle auto dal 1897, in particolare da Volkswagen e Subaru. Occasionalmente sono stati utilizzati anche nelle motociclette e spesso negli aerei Cessna e Piper, utilizzano quattro motori piatti di Lycoming e Continental negli aerei civili più comuni al mondo: il Cessna 172 e il Piper Cherokee.

## Design

Animazione del boxer a quattro cilindri

La maggior parte dei quattro motori piatti sono progettati in modo che ogni coppia di pistoni opposti si muova verso l'interno e verso l'esterno allo stesso tempo, che è nota come una configurazione "boxer" (un po' 'come i concorrenti di boxe che prendono a pugni i loro guanti prima di un combattimento). Pertanto, i termini "a quattro cilindri opposti" e "boxer a quattro cilindri" sono spesso usati come sinonimi.
I vantaggi del layout boxer a quattro cilindri sono vibrazioni secondarie perfette (con conseguente vibrazione minima), un baricentro basso e una lunghezza del motore ridotta. Il layout si presta anche a un efficiente raffreddamento ad aria con il flusso d'aria distribuito uniformemente sui quattro cilindri. Negli aerei, questo evita la necessità di trasportare pesanti sistemi di raffreddamento ad acqua.
Gli svantaggi dei motori boxer a quattro cilindri (rispetto ai motori a quattro cilindri in linea) sono la loro larghezza extra, i maggiori costi associati all'avere due testate invece di una, e il lungo collettore di scarico necessario per ottenere impulsi di scarico equidistanti. A causa di questi fattori, i motori a quattro cilindri in linea sono più comunemente usati rispetto ai motori a quattro cilindri opposti e i motori V6 sono spesso usati dove sono richieste cilindrate maggiori.

### Bilanciamento del motore
Le forze uguali e opposte generate in un motore boxer a quattro cilindri risultano in un perfetto equilibrio secondario (a differenza delle forze verticali sbilanciate prodotte dai motori a quattro cilindri in linea). I motori boxer a quattro cilindri sono quindi più adatti a cilindrate superiori a 2 litri, poiché non richiedono alberi di equilibratura per ridurre la vibrazione secondaria.
In pratica, ogni cilindro in un motore boxer è leggermente sfalsato dalla sua coppia opposta a causa della distanza tra i perni di manovella lungo l'albero motore. Questa distanza di offset significa che le forze uguali e opposte da ciascuna coppia di cilindri producono una coppia oscillante. La vibrazione risultante non è solitamente sufficientemente elevata da richiedere alberi di bilanciamento.
Come per tutti i motori a quattro tempi con quattro cilindri o meno, la mancanza di sovrapposizione nelle corse di potenza si traduce in un'erogazione pulsante di coppia al volano, provocando una vibrazione torsionale lungo l'asse dell'albero motore. Se necessario, questa vibrazione può essere ridotta al minimo utilizzando uno smorzatore armonico.

### Collettore di scarico
L'ordine di accensione tipico per un motore boxer a quattro cilindri è che il banco di cilindri sinistro si accenda uno dopo l'altro, seguito dal banco di cilindri destro (o viceversa), con l'intervallo di accensione uniformemente distanziato di 180 gradi. Tradizionalmente, gli scarichi dei due cilindri su ciascuna bancata venivano uniti, con i risultanti impulsi di scarico irregolari che provocavano un caratteristico suono di scarico "borbottio del motore a quattro cilindri opposti".
L'altra configurazione di scarico comune (come quella utilizzata da Subaru dalla metà degli anni 2000) è quella di accoppiare i cilindri con un offset dell'intervallo di accensione di 360 gradi, al fine di ottimizzare gli impulsi di scarico. Questa configurazione richiede lunghi collettori di scarico, al fine di accoppiare i cilindri su bancate opposte, e si traduce in un suono di scarico meno caratteristico.

## Utilizzo automobilistico

### 1900 - 1935

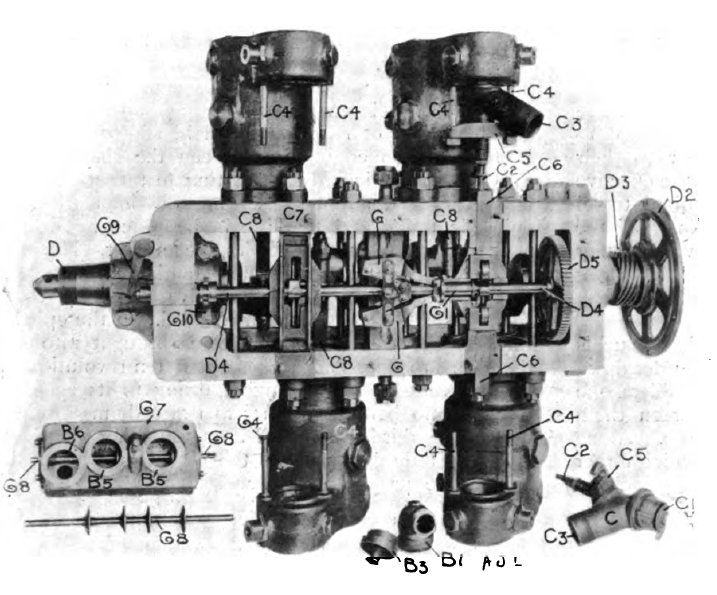
Motore Wilson-Pilcher del 1904 raffreddato ad acqua

Nel 1900, il primo motore a quattro cilindri opposti fu prodotto da Benz & Cie, basato sul motore bicilindrico piatto "contra" di Benz del 1897. Questo motore è stato utilizzato nelle auto da corsa Benz, che erogava 23 CV (15 kW), aveva una cilindrata di 5,4 litri ed è stato progettato da Georg Diehl.
La società londinese Wilson-Pilcher lanciò la sua prima auto nel 1901, spinta da un motore a quattro cilindri opposti. Questo motore è stato montato longitudinalmente nel telaio, raffreddato ad acqua, erogava 13 CV (7 kW) e aveva una cilindrata di 2,4 litri. Insolitamente per i suoi tempi, l'alesaggio e la corsa erano uguali, essendo ciascuno 95 mm.
Nel 1902 l'automobile Buffum era equipaggiata con motori a quattro cilindri contrapposti che avevano una potenza nominale di 16 CV. Herbert H. Buffum ha prodotto un'automobile americana chiamata Buffum ad Abington, Massachusetts dal 1903 al 1907.
Avendo prodotto in precedenza motori bicilindrici, il Tatra 30 del 1926 fu il primo modello dell'azienda ceca alimentato da un motore a quattro cilindri opposti. Tatra ha prodotto vari modelli a quattro cilindri opposti negli anni '20 e '30.

### 1936 - 1999
Il Tatra T97 del 1936 è stato il pioniere del layout del telaio a spina dorsale (successivamente utilizzato dal Maggiolino Volkswagen) con motore posteriore a quattro cilindri opposti raffreddato ad aria, e allo stesso tempo, sebbene non correlato, arrivò lo Steyr 50 dall'Austria, con un boxer anteriore a quattro cilindri con trazione posteriore. Sempre nel 1936, la società inglese Jowett ampliò la sua gamma di modelli dai motori bicilindrici fino a includere anche i motori a quattro cilindri opposti. La produzione dei motori a quattro cilindri opposti Jowett continuò fino al 1954, quando terminarono la produzione della berlina Jowett Javelin e del modello sportivo Jowett Jupiter.
Il motore a quattro cilindri opposti di produzione più lungo è un motore raffreddato ad aria Volkswagen, prodotto dal 1938 al 2006 ed è stato più famoso utilizzato nel Maggiolino Volkswagen del 1938-2006 con motore posteriore e nel Volkswagen Transporter del 1950-1990. Questo motore raffreddato ad aria è stato progettato da Porsche ed è stato utilizzato anche sulle Porsche 356 del 1948–1965, Porsche 550 del 1953–1956, Porsche 912 del 1965–1969, Porsche Tapiro del 1970 e Porsche 914 del 1969–1976. Nel 1982, per conformarsi alle normative sulle emissioni di scarico, nel Volkswagen Transporter (T3) fu introdotta una versione raffreddata ad acqua chiamata Volkswagen Wasserboxer.
Durante gli anni '60 e '70, diversi produttori hanno prodotto motori a quattro cilindri opposti, tra cui il motore Citroën a quattro cilindri opposti raffreddato ad aria, il motore a quattro cilindri opposti Alfa Romeo raffreddato ad acqua, il motore a quattro cilindri opposti Lancia raffreddato ad acqua e il motore Subaru EA raffreddato ad acqua.
Due importanti motori progettati in questo periodo, ma che non videro mai la luce nella produzione di serie, furono il motore Morris 800cc a valvole laterali di Alec Issigonis nel 1947, originariamente destinato alla Morris Minor, e il motore Ferguson da 2,2 litri SOHC di Claude Hill nel 1966 nell'ambito del progetto di ricerca sui veicoli R5.

### 2000 - presente

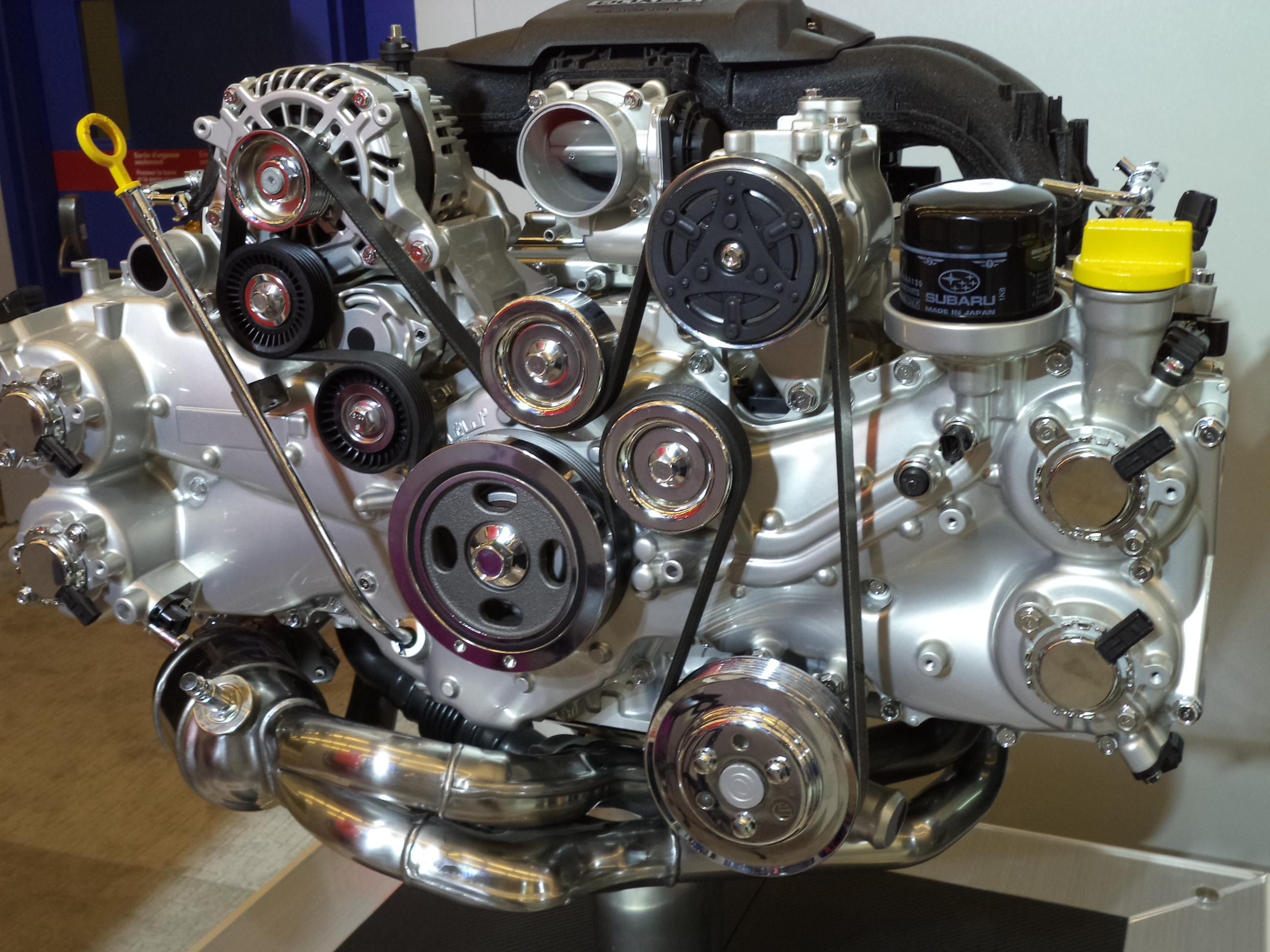
Motore Subaru FA raffreddato ad acqua dal 2012 a oggi

Entro il 2000, la maggior parte dei produttori aveva sostituito i motori a quattro cilindri opposti coi motori a quattro cilindri in linea. Un'eccezione degna di nota è Subaru, con l'ultima iterazione del suo motore a quattro cilindri opposti, il motore Subaru EJ raffreddato ad acqua che è disponibile in forma turbo nella berlina sportiva Subaru WRX e nella sua controparte World Rally Car. L'adozione da parte di Subaru della trazione integrale è stato un fattore nel mantenere il motore a quattro cilindri opposti, poiché la lunghezza più corta di questo motore lascia spazio ai componenti della trazione integrale nel telaio. Sebbene sia più costoso di un motore a quattro cilindri in linea, il motori a quattro cilindri opposti consente a Subaru di costruire un veicolo a trazione integrale con un piccolo costo aggiuntivo di due ruote motrici.
Nel 2012, una versione aspirata del motore Subaru FA è stata utilizzata nella coupé sportiva a trazione posteriore Toyota GT86 (chiamata anche "Subaru BRZ" e "Scion FR-S") e sulla Toyota GR 86. Questo motore, raffreddato ad acqua, ha sia l'iniezione diretta che indiretta di benzina, producendo 147 kW nella variante con cilindrata di 2 litri e 173 kW nella variante da 2,4 litri.
Le auto sportive a motore centrale Porsche Boxster/Cayman (982) del 2016 sono state ridimensionate da un motore a sei cilindri opposti aspirato a un quattro cilindri turbo, il primo quattro cilindri opposti di Porsche dalla metà degli anni '70. Questo motore è prodotto con cilindrate di 2 - 2,5 litri e eroga fino a 370 CV (272 kW). Diversi revisori hanno criticato la Boxster/Cayman per un suono del motore poco entusiasmante.

## Utilizzo motociclistico

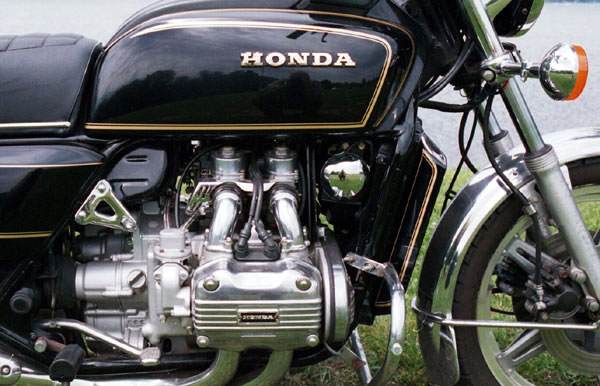
Honda GL1000

La maggior parte delle motociclette con motori a quattro cilindri utilizza il layout del motore a quattro cilindri in linea, tuttavia, diversi motori a quattro cilindri opposti sono stati utilizzati nelle motociclette con trasmissione a cardano:
- 1938-1939 Zündapp K800 (raffreddato ad aria)
- 1974-1987 Honda Gold Wing (raffreddato a liquido)
- 1955-1956 Wooler 500cc (raffreddato ad aria)
- 1981-1982 BFG 1300 (in Francia), utilizzando il motore Citroën a quattro cilindri opposti raffreddato ad aria. Ne furono costruiti circa 450, di cui un quarto acquistati dalla polizia francese.[15][16]

## Utilizzo aeronautico

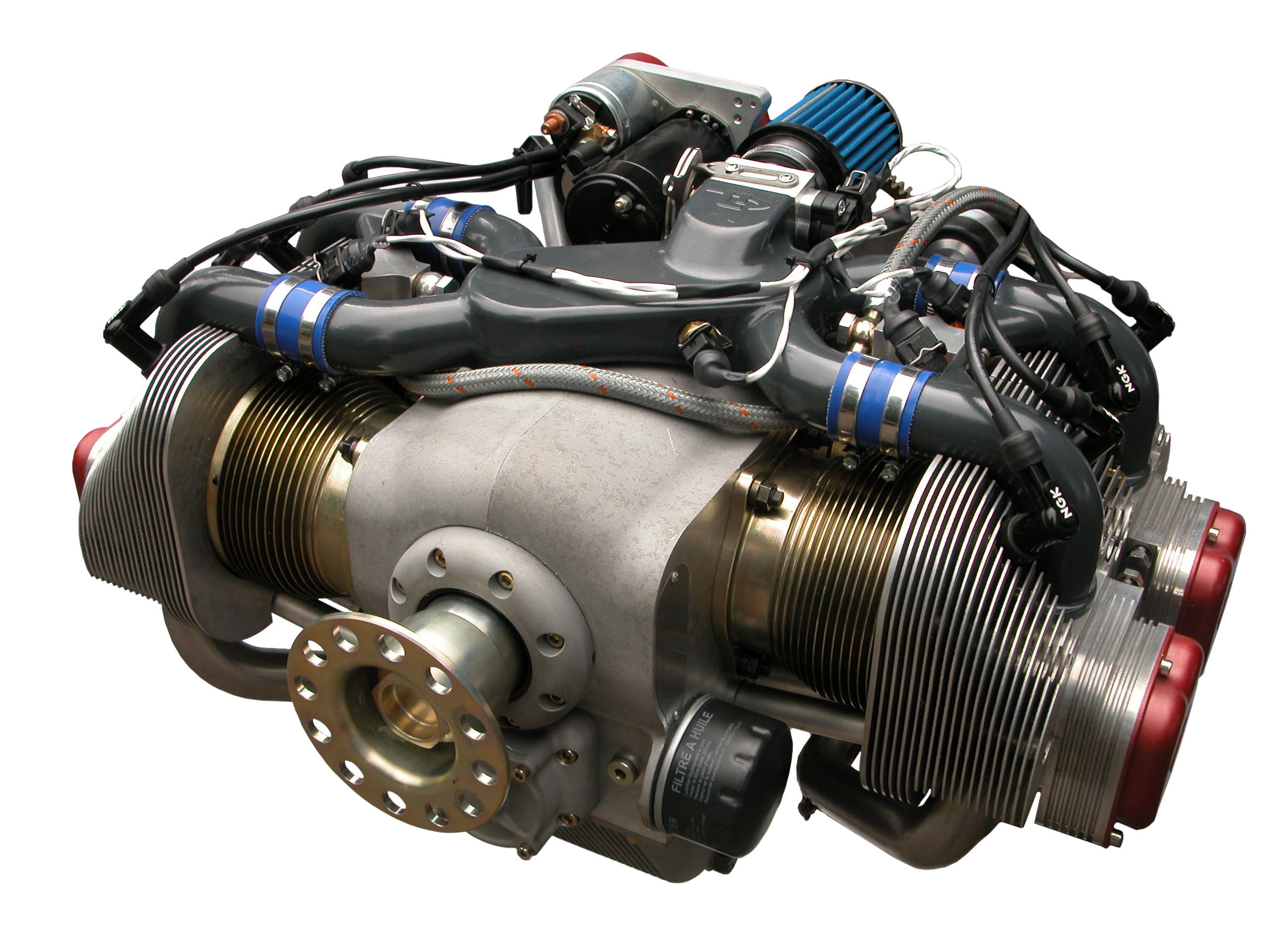
Motore aeronautico ULPower UL260i

Gli aerei leggeri usano comunemente motori a quattro cilindri opposti con cilindrate fino a 6,4 litri da produttori come Lycoming Engines, Continental Motors e Franklin Engine Company.
Per gli aerei radiocomandati vengono usati motori a quattro cilindri opposti con cilindrate di 40 – 50 cm3 sono prodotti da aziende come O.S. Engines.